# Корабль-призрак

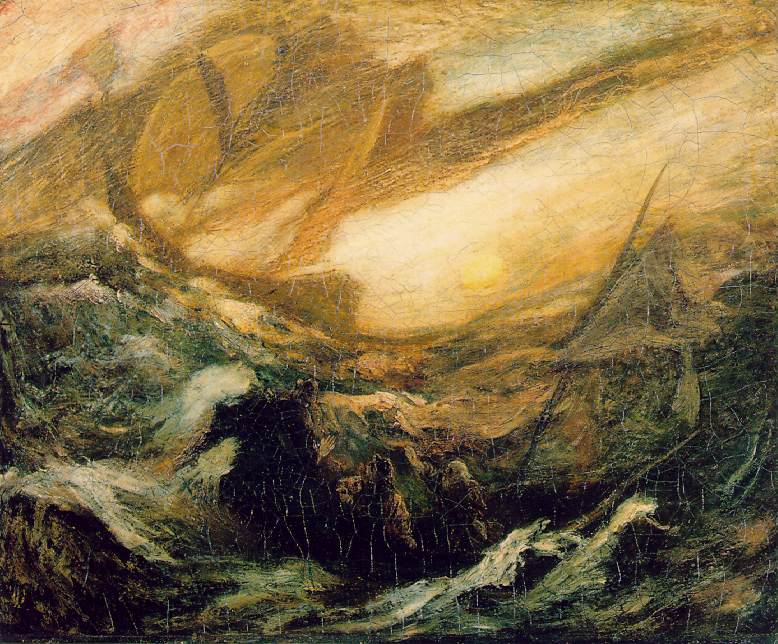
Альберт Пинхам Ридер. «Летучий голландец».

Корабль-призрак — корабль, находящийся в плавании, но лишённый экипажа.
Термин чаще всего используется в легендах и художественной литературе, но может также обозначать реальное судно, ранее исчезнувшее, но позже обнаруженное в море без команды, либо с погибшей командой на борту. Многие встречи с такими кораблями являются очевидными выдумками либо миражами, однако есть реальные случаи, подтверждённые документально.
Причины исчезновения или гибели команды могут быть различны: эпидемии, отравления, редкие природные явления, такие как блуждающие волны, инфразвук или выбросы метана. Расследование подобных случаев часто осложняется из-за отсутствия свидетельств происшествия, таких как записи в бортовом журнале.

## Легенды
- Наиболее известная легенда о кораблях-призраках — легенда о «Летучем голландце». Её сюжет, повествующий о капитане, который обречён бороздить моря до второго пришествия, получил отображение во многих произведениях искусства.
- «Октавиус», британское торговое судно, возвращавшееся из Китая, было якобы найдено дрейфующим недалеко от берега Гренландии в 1775 г. Судовой журнал капитана показал, что судно в 1762 сделало попытку следования по Северо-Западному проходу, который успешно никем не пересекался вплоть до 1906 года. Судно и замороженные тела его команды, очевидно, завершили переход, дрейфуя среди пакового льда в течение 13 лет. Этот рассказ в разных вариациях печатается, начиная с первой половины XIX века; название, место и время нахождения и принадлежность корабля неоднократно менялись.
- «Леди Лавибонд», корабль-призрак, который появляется раз в 50 лет. Эта легенда появилась в XVIII веке[1]. 13 февраля 1748-го капитан трёхмачтовой шхуны Саймон Рид с молодой женой Аннеттой отправился из Англии в Португалию[1]. Согласно легенде, в Аннетту был влюблён помощник капитана и не выдержав душевных страданий решил погубить себя, возлюбленную, её избранника, а заодно и весь корабль[1]. Звали его Джон Риверс. Ночью Риверс убил боцмана и захватил управление шхуной и когда корабль проходил Пески Гудвина, на полной скорости направил «Леди Лавибонд» на мель[1]. Весь экипаж погиб. Интересно, что в ходе дальнейшего судебного разбирательства событие расценили как «несчастный случай», хотя мать Риверса призналась, что её сын клялся отомстить капитану Риду[1]. Спустя 50 лет, 13 февраля 1798 года команда каботажного судна «Элдридж» проплывала рядом с Песками Гудвина, заметила трёхмачтовую шхуну, которая с поднятыми парусами плыла прямо на них. Капитан «Элдриджа» утверждал, что отчётливо слышал радостные голоса, доносящиеся с палубы корабля-призрака, это была «Леди Лавибонд»[1]. Следующая встреча с «Леди Лавибонд» произошла 13 февраля 1848 года. Его увидели рыбаки и им показалось, что появившееся из ниоткуда судно налетело на мель[1]. Отправившись на выручку, на месте предполагаемого крушения рыбаки ничего не обнаружили. Похожую картину наблюдали и в 1898 году, ровно через 50 лет[1]. Последнее явление миру корабля-призрака «Леди Лавибонд» датируется 1948 годом, но на этот раз очевидец сообщил, что судно шло в зелёном свечении[1]. Через следующие 50 лет, в 1998 году, на Песках Гудвина собралась публика, ожидающая появления корабля, но её ждало разочарование, историй о появлении загадочной шхуны больше не поступало[1].
- «Калеуче» — корабль-призрак, во время отлива его можно увидеть около острова Чилоэ, что находится к югу от Чили[1]. По легендам это большой и красивый корабль, перед его появлением всегда раздаётся музыка и смех[1]. Этот корабль уходит под воду и надолго не задерживается на поверхности. Согласно преданиям, «Калеуче» считается не просто кораблём, он является живым существом, которое завлекает к себе моряков и рыбаков звуками празднований, а поддавшиеся искушению, навечно становятся его рабами[1]. Существует много вариантов легеды о «Калеуче»:

1. на борту корабля обитают духи утонувших моряков, умершие живут на судне, как ни в чём не бывало, и проводят вечность в безостановочном праздновании[1].
2. на корабле обитают местные тёмные колдуны и чернокнижники. Они заключают сделки с местными торговцами и те становятся очень богаты[1]. На Чилоэ считается, что если кто-то внезапно разбогател, то он, скорее всего, заключил сделку с «Калеуче». В 1960 году, после Вальдивского землетрясения, цунами затронули не только Чили, но и Гавайи, Японию, Филиппины, Австралию и Новую Зеландию. Огромные разрушения были и на самом острове Чилоэ. Однако некоторые дома катастрофа не затронула[1]. Владельцев этих домов соседи начали обвинять в сговоре с командой «Калеуче». А некоторые местные жители слышали звуки пришвартовывающегося корабля рядом с домами зажиточных торговцев. Они считали, что на корабле для людей, вступивших в сделку, доставляются богатства[1].

## Примеры
- «Чумные корабли», которые в XIV—XVIII веках были настолько многочисленны, что Британское Адмиралтейство ввело против них специальные суровые законы[2].
- 1850: Парусник «Сибёрд» был обнаружен в июле идущим на всех парусах к посёлку Истонс-Бич на берегу штата Род-Айленд. На мелководье судно остановилось. Поднявшиеся на борт люди обнаружили кипящий кофе на плите камбуза, расставленные тарелки на столе в салоне и дрожащую от страха собаку в одной из кают. Груз (древесина и кофе из Гондураса), навигационные приборы, карты, лоции и судовые документы были на месте. Последняя запись в вахтенном журнале: «Вышли на траверз рифа Брентон». Ни одного человека на борту парусника не было. Тщательно проведённому расследованию не удалось установить причину исчезновения экипажа корабля[3].
- 1872: «Мария Целеста» — возможно, самый известный из реальных кораблей-призраков, — была обнаружена оставленной экипажем между Португалией и Азорскими островами, причём судно не имело повреждений.
- 1894: Согласно легенде, трёхмачтовый барк «Эбби С. Харт» был обнаружен в сентябре с борта германского судна «Пикхубен» в Индийском океане. На мачте парусника был поднят сигнал бедствия. Высадившиеся на барк немецкие моряки обнаружили капитана, лишившегося рассудка, и 38 человек экипажа, которые были мертвы[3]. В действительности дело обстояло несколько иначе. Согласно газетной заметке в «Poverty Bay Herald» за 1894 год под названием «A Terrible Voyage»[4], у команды началась лихорадка, скончались три члена экипажа. Один матрос проткнул себя ножом, но выжил. Ситуацию усугубила скверная погода, паруса были сорваны и унесены ветром. Некоторое время «Abbie S. Hart» находился в таком неприятном положении, потом на горизонте показался «SS Pickhuben», который и отбуксировал корабль в ближайший порт.
- 1902: Германский четырёхмачтовый барк «Фре́йя», вышедший из мексиканского порта Мансанильо 3 октября, был обнаружен через 17 дней полузатопленным с сильным креном на левый борт. Несмотря на то, что никаких штормов в то время у западных берегов Мексики не наблюдалось, стеньги мачт «Фрейи» были сломаны. Экипажа на борту не было. Причины его исчезновения остались невыясненными.[3]
- Пассажирский лайнер «Валенсия» затонул у берегов Ванкувера в 1906 году. Спасательных шлюпок хватило не на всех, и большая часть пассажиров погибла. Это, разумеется, привело к тому, что трагическая история обросла мифами, и «Валенсию» регулярно видят перед штормом местные моряки. А в 1970 году к берегу прибило абсолютно пустую спасательную шлюпку с «Валенсии» в отличном состоянии[1].

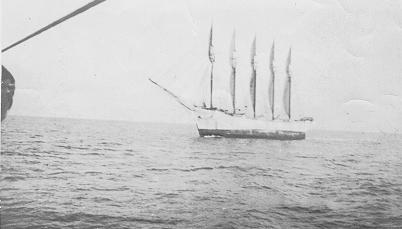
Шхуна «Керрол Диринг»

- 1921: Пятимачтовая шхуна «Кэрролл А. Диринг» была замечена смотрителем маяка мыса Гаттерас 31 января на внешней кромке отмели Даймонд Шоалз. Все паруса шхуны были убраны, на борту никого не было, кроме корабельного кота. Груз, съестные припасы и личные вещи членов экипажа были целы, но спасательные шлюпки, хронометр, секстанты и вахтенный журнал отсутствовали. Рулевое управление было выведено из строя, а судовой компас и часть навигационных приборов оказались разбитыми. Причины исчезновения команды (9 человек) и капитана выяснить не удалось[3].
- 1931: «Бэйчимо» был оставлен экипажем в Северном Ледовитом океане, когда был заперт в паковом льду и, как считалось, должен был затонуть, но остался на плаву. Он был построен в Швеции  и использовался для торговых перевозок на севере Канады[5]. Выяснилось, что с потеплением корабль освободился от ледяного плена и отплыл в неизвестном направлении[5]. Вплоть до 1969 года "Бэйчимо" встречался на просторах мирового океана и стал одним из самых известных современных «кораблей-призраков»[5].
- 1933: Спасательная шлюпка пассажирского парохода «SS Валенсия», потерпевшего крушение в 1906 около юго-западного побережья острова Ванкувер, была найдена в хорошем состоянии, плавающей в этом районе спустя 27 лет после катастрофы. Моряки также сообщили о наблюдении самого судна в этом районе после того, как оно утонуло, часто как видение, которое следовало вниз по побережью.
- 1947: Согласно легенде, в июне находящимися в районе Малаккского пролива около Суматры торговыми судами был принят радиосигнал голландского теплохода «Оранг Медан»: «SOS! Теплоход „Оранг Медан“. Судно продолжает следовать своим курсом. Может быть, уже умерли все члены нашего экипажа». Далее следовали бессвязные точки и тире. В конце радиограммы было чётко: «Я умираю». Судно было обнаружено английскими моряками. Вся команда «Оранг Медан» была мертва. На лицах членов экипажа застыло выражение ужаса. Неожиданно в трюме теплохода вспыхнул пожар и вскоре корабль взорвался. Мощный взрыв разломил судно пополам и «Оранг Медан» затонул[3].
- 1953: В феврале грузовой теплоход «Холчу» с грузом риса был обнаружен моряками английского судна «Рэни». Корабль был повреждён стихией, но спасательные шлюпки были на своих местах. На борту был полный запас топлива и воды. Пять членов экипажа исчезли бесследно.[3]
- 1955: в ноябре на юге Тихого океана[6], в окрестностях Самоа, было обнаружено новозеландское судно «Джойита» — яхта, команда и пассажиры которой бесследно исчезли[7].
- 2003: индонезийская рыболовецкая шхуна «Хай Эм 6» была обнаружена дрейфующей без экипажа возле Новой Зеландии. Несмотря на тщательные поиски, никаких следов 14 членов команды так и не удалось обнаружить[8].
- 2006: Танкер «Ян Сенг» был найден недалеко от берега Уэйпа (Квинсленд, северо-восточная Австралия) в марте. Его происхождение и владелец не были установлены, и в апреле судно было уничтожено[9][10].
- 2006: «Бел Амика» была обнаружена в августе неподалёку от берега Сардинии. Команда береговой охраны, которая обнаружила судно, нашла на борту остатки пищи, французские карты северных африканских морей и флаг Люксембурга[11].
- 2007: австралийская рыболовная яхта (12-метровый катамаран) «Каз II», которая покинула Эрли-Бич (Австралия) 15 апреля, была обнаружена в следующую среду неподалёку от берега Квинсленда (северо-восточная Австралия, около Большого Барьерного рифа). Когда на неё высадились спасатели, то они обнаружили, что работают двигатель, ноутбук, радио, GPS, был накрыт стол, но команда, которая состояла из трёх человек, на борту отсутствовала. Все паруса яхты были на месте, но сильно повреждены. Три спасательных жилета и прочее спасательное оборудование были на месте. Поиск команды был прекращён 25 апреля, поскольку вряд ли кто-нибудь выжил за такой промежуток времени.[12]
- 2008: Дрейфующий плашкоут — предположительно российский — без названия, номера и людей на борту обнаружило Управление безопасности на море Японии в Японском море[13].
- 2010: Торговое судно без опознавательных знаков обнаружили египетские пограничники в Красном море. На борту были найдены наркотики.

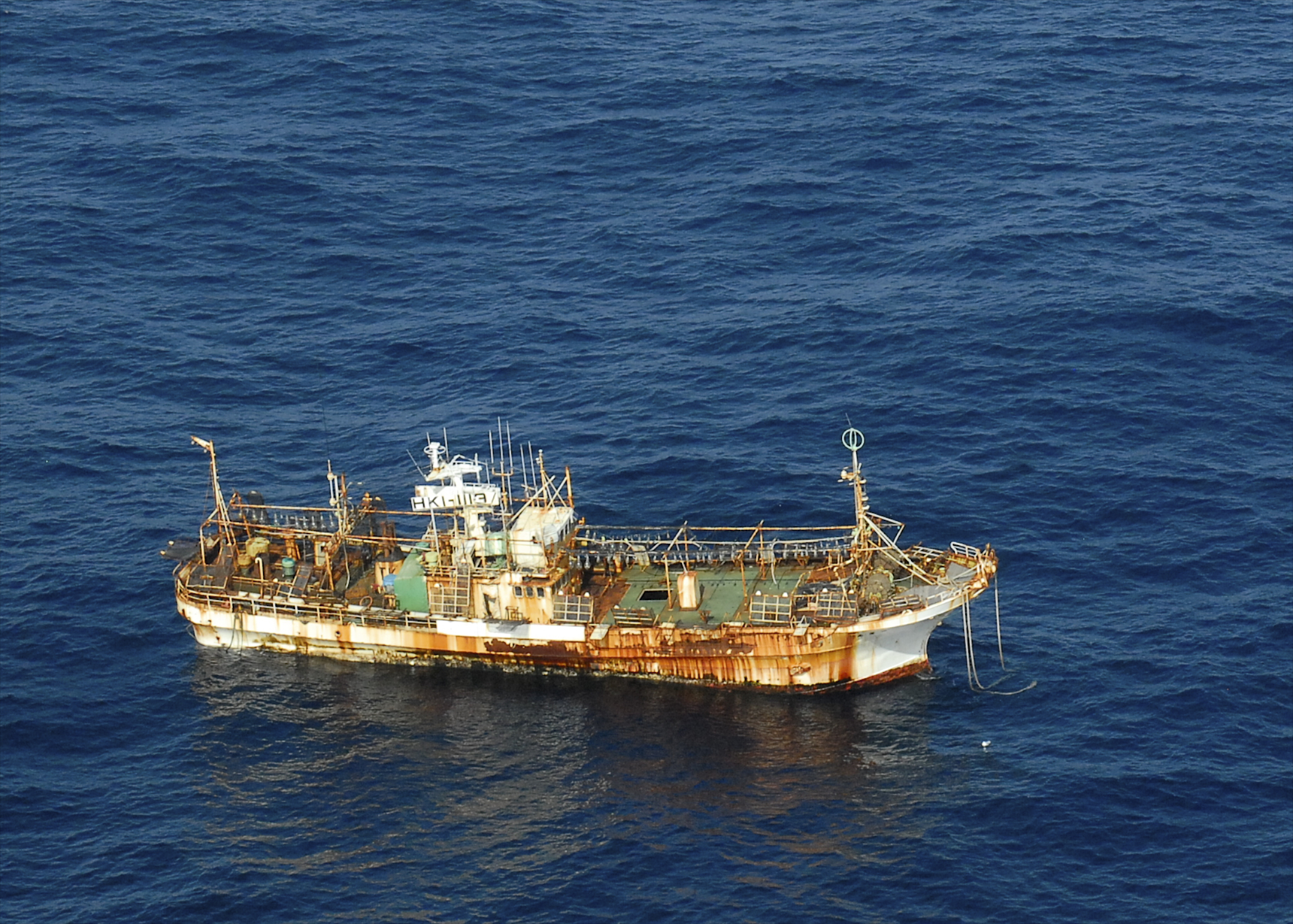
Траулер «Реуун Мару» перед потоплением.

- 2012: Японский траулер «Рёун Мару», приписанный к порту Хатинохэ (японская префектура Аомори), унесённый недавними цунами и дрейфовавший у берегов Аляски, был расстрелян и потоплен 6 апреля береговой службой США[14].
- 2013: Судно Lyubov Orlova с 24 января 2013 года находится в свободном дрейфе в Атлантическом океане без экипажа и опознавательных огней[15][16].
- 2013: Экипаж ракетного крейсера «Москва» обнаружил в районе Бермудского треугольника яхту без экипажа. Из найденных документов стало известно, что она принадлежит гражданину Норвегии Гунару Эгилу Мирэ (Gunnar Egil Myhre). ГРКР «Москва» взял яхту на буксир[17]. Вскоре выяснилось, что тремя месяцами ранее двое знакомых владельца, которые вели яхту в Норвегию, были вынуждены оставить ее после поломки руля направления и были спасены экипажем подошедшего на помощь круизного лайнера. Сам владелец находился в Осло и незадолго до обнаружения яхты российскими моряками получил страховку за считавшееся утерянным судно[18].
- 2020: В феврале 2020 года М.В. Альта (MV Alta) села на мель недалеко от Балликоттона, графство Корк, на побережье Ирландии во время шторма Деннис. Торговое судно под флагом Панамы, построенное в 1976 году, Альта было заброшено в октябре 2018 года во время рейса из Греции в Гаити, после операции по спасению экипажа береговой охранoй США, в 2200 км (1400 миль) к юго-востоку от Бермудских островов. После этого корабль был непоправимо выведен из строя, но оставался на плаву и в сентябре 2019 года был замечен у африканского берега.